# Historia de la política científica
A lo largo de la historia, los sistemas de apoyo económico para los científicos y su trabajo han sido determinantes importantes del carácter y el ritmo de la investigación científica. Los fundamentos antiguos de las ciencias fueron impulsados por preocupaciones prácticas y religiosas y / o la búsqueda de la filosofía en general. Desde la Edad Media hasta la Era de la Ilustración, los académicos buscaron diversas formas de mecenazgo noble y religioso o financiaron su propio trabajo a través de la práctica médica. En los siglos XVIII y XIX, muchas disciplinas comenzaron a profesionalizarse, y tanto los "premios" patrocinados por el gobierno como las primeras cátedras de investigación en las universidades impulsaron la investigación científica. En el siglo XX, una variedad de fuentes, incluidas organizaciones gubernamentales, fondos militares, ganancias de patentes, patrocinio corporativo y filantropías privadas, han dado forma a la investigación científica.

## Ciencia antigua
La mayoría de los primeros avances en matemáticas, astronomía e ingeniería fueron subproductos de objetivos más inmediatos y prácticos. Las necesidades de agrimensura y contabilidad impulsaron las antiguas matemáticas egipcias, babilónicas, chinas e indias, mientras que los calendarios creados con fines religiosos y agrícolas impulsaron la astronomía temprana.
La ciencia moderna debe gran parte de su herencia a los antiguos filósofos griegos. El trabajo influyente en astronomía, mecánica, geometría, medicina e historia natural fue parte de la filosofía. El conocimiento arquitectónico, especialmente en la antigua Grecia y Roma, también contribuyó al desarrollo de las matemáticas, aunque el alcance de la conexión entre el conocimiento arquitectónico y las matemáticas y la mecánica más abstractas no está claro.
La política estatal ha influido en la financiación de las obras públicas y la ciencia durante miles de años, al menos desde la época de los mohistas, que inspiraron el estudio de la lógica durante el período de las Cien Escuelas de Pensamiento, y el estudio de las fortificaciones defensivas durante el Período de los Estados beligerantes en China. Se recaudaron impuestos generales de mano de obra y granos para financiar grandes obras públicas en China, incluido el acopio de granos para su distribución en tiempos de hambruna, la construcción de diques para controlar las inundaciones de los grandes ríos, la construcción de canales y esclusas para conectar ríos, algunos de los cuales fluían en direcciones opuestas entre sí, y la construcción de puentes a través de estos ríos. Estos proyectos requirieron un servicio civil, los eruditos, algunos de los cuales demostraron un gran dominio de la hidráulica.

## En la Edad Media
La historiografía atribuye a los califatos omeyas y especialmente a los califatos abasíes el apoyo al movimiento de traducción de la literatura griega, persa y siríaca al árabe. Estas traducciones fueron realizadas por la biblioteca de la Casa de la Sabiduría en Bagdhad. Al-Kindi, Al-Battani, Ibn Sahl e Ibn al-Haytham florecieron bajo las políticas liberales de estos califatos.
La ciencia en el mundo islámico durante la Edad Media siguió varios modelos, y los modos de financiación variaron según los estudiosos. Fue un amplio patrocinio y fuertes políticas intelectuales implementadas por gobernantes específicos que permitieron el desarrollo del conocimiento científico en muchas áreas. El ejemplo más destacado de esto es con el Movimiento de Traducción del siglo IX que fue facilitado por los primeros califas abasíes. Otros mecenas ricos también apoyaron este movimiento y aceleraron el proceso de adquisición, traducción e interpretación de antiguas obras de filosofía y ciencia. La financiación para la traducción estuvo en curso durante el reinado de ciertos califas, y resultó que ciertos académicos se convirtieron en expertos en los trabajos que tradujeron y, a su vez, recibieron más apoyo para continuar desarrollando ciertas ciencias. A medida que estas ciencias recibieron una atención más amplia de la élite, se invitó y financió a más académicos para estudiar ciencias particulares. Ejemplos de traductores y académicos que se beneficiaron de este tipo de apoyo fueron al-Khawarizmi, Hunayn Ibn Ishaq y el Banu Musa. El patrocinio se asignó principalmente a las ciencias prácticas que serían beneficiosas para la sociedad en ese momento. Los fondos estaban reservados para aquellos que estaban bien versados en ciertas disciplinas, y no se daban en base a la afiliación religiosa. Por esta razón, encontramos eruditos judíos, cristianos y musulmanes mixtos que trabajan en Bagdad y otros lugares, a menudo entre sí.
Una característica notable de muchos eruditos que trabajaban bajo el dominio musulmán en la época medieval es que a menudo eran polímos. Los ejemplos incluyen el trabajo sobre Óptica, Matemáticas y Astronomía de Ibn al-Haytham, o el trabajo sobre Biología, Teología y literatura árabe de al-Jahiz. Muchos de estos académicos fueron alentados a través del patrocinio a adoptar un enfoque multidisciplinario para su trabajo y a incursionar en múltiples campos. Aquellos individuos que tenían conocimientos sobre una amplia variedad de temas, especialmente temas prácticos, eran respetados y bien atendidos en sus sociedades.
La financiación de la ciencia existió en muchos imperios musulmanes fuera de los abasíes y continuó incluso después de las invasiones mongolas en el Medio Oriente. Los resultados del mecenazgo en las áreas islámicas medievales incluyen la Casa de la Sabiduría en Bagdad, la Universidad Al-Azhar en El Cairo, los bimaristas en todo el Medio Oriente y Persia, y famosos observatorios, como el de Ulugh Beg en Samarcanda. También es significativo observar que los imperios musulmanes posteriores (otomanos, safavidios, imperios mogol) también apoyaron la ciencia a su manera, a pesar de que los logros científicos no fueron tan importantes a nivel mundial.

## SiglosXVIyXVII
En Italia, Galileo señaló que los impuestos individuales de cantidades mínimas podrían financiar grandes sumas al Estado, lo que luego podría financiar su investigación sobre la trayectoria de las balas de cañón, y señaló que "a cada soldado individual se le pagaba con monedas recaudadas por un impuesto general de centavos y farthings, mientras que incluso un millón de oro no sería suficiente para pagar a todo el ejército".
En Gran Bretaña, el Lord Canciller Sir Francis Bacon tuvo un efecto formativo en la política científica con su identificación de "experimentos de... luz, más penetrantes en la naturaleza [de lo que otros saben]", que hoy llamamos el experimento crucial. La aprobación gubernamental de la Royal Society reconoció una comunidad científica que existe hasta el día de hoy. Los premios británicos de investigación impulsaron el desarrollo de un cronómetro portátil y preciso, que permitía directamente la navegación confiable y la navegación en alta mar, y también financió la computadora de Babbage.

### Mecenazgo
La mayoría de los astrónomos y filósofos naturales importantes (así como artistas) en los siglos XVI y XVII dependían del patrocinio de poderosas figuras religiosas o políticas para financiar su trabajo. Las redes de mecenazgo se extendieron desde emperadores y papas hasta nobles regionales, desde artesanos hasta campesinos; incluso los puestos universitarios se basaron en cierta medida en patrocinio. Las carreras académicas en este período fueron impulsadas por el patrocinio, a menudo comenzando en universidades no distinguidas o escuelas o tribunales locales, y viajando más cerca o más lejos de los centros de poder a medida que su fortuna aumentaba y disminuía.
El deseo de más patrocinio también moldeó el trabajo y las publicaciones de los científicos. Se pueden encontrar dedicaciones efusivas para clientes actuales o potenciales en casi todas las publicaciones académicas, mientras que los intereses de un cliente en un tema específico fue un fuerte incentivo para seguir dicho tema — o reformular el trabajo de uno en términos de él. Galileo, por ejemplo, presentó por primera vez el telescopio como un instrumento naval para la República de Venecia centrada en el comercio y el ejército; cuando buscó el patrocinio más prestigioso de la corte Medici en Florencia, en su lugar promovió el potencial astronómico del dispositivo (al nombrar las lunas de Júpiter en honor a los Medicis).
El mecenas de un erudito no solo apoyaba su investigación financieramente, sino que también proporcionaba credibilidad al asociar los resultados con la autoridad del mecenas. Esta función de patrocinio fue subsumida gradualmente por las sociedades científicas, que también inicialmente recurrieron a sus cartas reales para obtener autoridad, pero finalmente llegaron a ser fuentes de credibilidad por sí mismas.

### Ciencia autofinanciada
La autofinanciación y la riqueza independiente también fueron fuentes de financiación cruciales para los científicos, desde el Renacimiento al menos hasta finales del siglo XIX. Muchos científicos obtuvieron ingresos de actividades tangenciales pero relacionadas: Galileo vendió instrumentos; Kepler publicó horóscopos; Robert Hooke diseñó edificios y construyó relojes; y la mayoría de los anatomistas e historiadores naturales practicaron o enseñaron medicina. Aquellos con medios independientes a veces eran conocidos como caballeros científicos.

### Exploración y comercio
Los viajes militares y comerciales, aunque no destinados a fines científicos, fueron especialmente importantes para el crecimiento del conocimiento histórico natural durante la Era de los Descubrimientos. Los eruditos y nobles de las naciones marineras -primero España y Portugal, luego Italia, Francia e Inglaterra- acumularon colecciones sin precedentes de especímenes biológicos en cuartos de maravillas, lo que despertó el interés por la diversidad y la taxonomía.

## SiglosXVIIIyXIX
Gradualmente, surgió una política científica que decía que las ideas serían tan libres como el aire (el aire es un bien libre, no solo un bien público). Tal es la cita a Thomas Jefferson: 
las ideas deberían extenderse libremente de una a otra en todo el mundo, para la instrucción moral y mutua del hombre, y mejora de su condición,... como el aire... incapaz de confinamiento o apropiación exclusiva.
En los siglos XVIII y XIX, a medida que el ritmo del progreso tecnológico aumentó antes y durante la revolución industrial, la mayoría de las investigaciones científicas y tecnológicas fueron realizadas por inventores individuales utilizando sus propios fondos. Por ejemplo, Joseph Priestley era un clérigo y educador, que hablaba libremente con otros, especialmente aquellos en su comunidad científica, incluido Benjamin Franklin, un hombre hecho a sí mismo que se retiró del negocio de la imprenta. Se desarrolló un sistema de patentes para permitir a los inventores un período de tiempo (a menudo veinte años) para comercializar sus inventos y recuperar ganancias, aunque en la práctica muchos encontraron esto difícil. Los talentos de un inventor no son los de un hombre de negocios, y hay muchos ejemplos de inventores (p. Ej. Charles Goodyear) haciendo bastante poco dinero con su trabajo, mientras que otros pudieron comercializarlo.
La profesionalización de la ciencia, que comenzó en el siglo XIX, fue posible gracias a la creación de sociedades científicas como la Academia Nacional de Ciencias en 1863, el Instituto Kaiser Wilhelm en 1911 y la financiación estatal de universidades de sus respectivas naciones.

## SigloXX
En el siglo XX, la investigación científica y tecnológica se sistematizó cada vez más, a medida que las corporaciones se desarrollaron y la inversión continua en investigación y desarrollo se volvió un elemento clave del éxito en una estrategia competitiva. Sin embargo, seguía siendo el caso que la imitación de los competidores, eludiento la propiedad intelectual, especialmente aquella registrada en el extranjero. A menudo era una estrategia igualmente exitosa para las empresas centradas en la innovación en materia de organización y técnica de producción, o incluso en marketing. Un ejemplo clásico es el de Wilkinson Sword y Gillette en el mercado de navajas de afeitar desechables, donde el primero ha tenido la ventaja tecnológica y el segundo el comercial.
El testamento del industrial sueco Alfred Nobel ordenó que su gran fortuna se utilizara para establecer premios en los campos científicos de la medicina, la física y la química, así como en la literatura y la paz. El premio Nobel sirvió para proporcionar incentivos financieros a los científicos, elevar a los principales científicos a una visibilidad sin precedentes, y proporcionó un ejemplo para que otros filántropos de la era industrial proporcionen fuentes privadas de financiación para la investigación científica y la educación. Irónicamente, no fue una era de paz que siguió, sino guerras que se libraron a una escala internacional sin precedentes que llevó a un mayor interés del estado en la financiación de la ciencia.

### Investigación de guerra
El deseo de armas más avanzadas durante la Primera Guerra Mundial inspiró importantes inversiones en investigación científica e ingeniería aplicada tanto en Alemania como en los países aliados. La Segunda Guerra Mundial generó una investigación científica y un desarrollo de ingeniería aún más generalizados en campos como la química nuclear y la física nuclear a medida que los científicos corrían para contribuir al desarrollo del radar, el fusible de proximidad y la bomba atómica. En Alemania, científicos como Werner Heisenberg fueron empujados por los líderes del esfuerzo de guerra alemán, incluido Adolf Hitler para evaluar la viabilidad de desarrollar armas atómicas a tiempo para que tengan un efecto en el resultado de la guerra. Mientras tanto, los países aliados a fines de la década de 1930 y 1940 comprometieron recursos monumentales para la investigación científica en tiempos de guerra. En los Estados Unidos, estos esfuerzos fueron inicialmente dirigidos por el Comité de Investigación de Defensa Nacional. Más tarde, la Oficina de Investigación y Desarrollo Científico, organizada y administrada por el ingeniero del MIT Vannevar Bush, tomó el esfuerzo de coordinar los esfuerzos del gobierno en apoyo de la ciencia.
Tras la entrada de Estados Unidos en la Segunda Guerra Mundial, el Proyecto Manhattan surgió como un programa coordinado masivo para perseguir el desarrollo de armas nucleares. Científicos destacados como Robert Oppenheimer, Glenn T. Seaborg, Enrico Fermi y Edward Teller se encontraban entre los miles de científicos e ingenieros civiles empleados en los esfuerzos de guerra sin precedentes. Comunidades enteras fueron creadas para apoyar los aspectos científicos e industriales de los esfuerzos nucleares en Los Álamos, Nuevo México ; Oak Ridge, Tennessee ; el sitio de Hanford en Washington y en otros lugares. El Proyecto Manhattan costó $ 1,889,604,000 de los cuales $ 69,681,000 se dedicaron a investigación y desarrollo. El Proyecto Manhattan es considerado como un hito importante en la tendencia hacia la financiación gubernamental de la gran ciencia.

### Política científica de la guerra fría
En los Estados Unidos, la base para la política científica posterior a la Segunda Guerra Mundial se estableció en Vannevar Bush 's Science   - La frontera sin fin, presentada al presidente Truman en 1945. Vannevar Bush fue el asesor científico del presidente Roosevelt y se convirtió en uno de los asesores científicos más influyentes, ya que en su ensayo fue pionero en la forma en que decidimos sobre la política científica actual. Vannevar Bush, director de la oficina de investigación y desarrollo científico del gobierno de los Estados Unidos, escribió en julio de 1945 que "la ciencia es una preocupación adecuada del gobierno" Este informe condujo a la creación de la Fundación Nacional de Ciencia en 1950 para apoyar a los civiles. investigación científica.
Durante la era de la Guerra Fría, la antigua Unión Soviética invirtió mucho en ciencia, intentando igualar los logros estadounidenses en ciencia nuclear y sus aplicaciones militares e industriales. Al mismo tiempo, Estados Unidos invirtió mucho en avanzar en sus propias actividades de investigación y desarrollo nuclear a través de un sistema de laboratorios nacionales administrados por la recién formada Comisión de Energía Atómica en colaboración con la Universidad de California, Berkeley y el Instituto de Tecnología de Massachusetts. Esta era de competencia en ciencia y desarrollo de armas fue conocida como la carrera armamentista. En octubre de 1957, el exitoso lanzamiento de Sputnik por parte de la Unión Soviética provocó una fuerte reacción en los Estados Unidos y un período de competencia entre las dos nuevas superpotencias mundiales en una carrera espacial. En reacción al Sputnik, el presidente Eisenhower formó la Comisión Asesora de Ciencias del Presidente (PSAC). Su informe de noviembre de 1960, "El progreso científico, las universidades y el gobierno federal", también se conocía como el "Informe Seaborg" después de la Universidad de California, canciller de Berkeley Glenn T. Seaborg, el Premio Nobel de Química de 1951. El Informe Seaborg, que enfatizó la financiación federal para la ciencia y la investigación pura, se le atribuye la influencia de la política federal hacia la ciencia académica durante los próximos ocho años. El miembro del PSAC John Bardeen observó: "Hubo un tiempo no hace mucho tiempo en que la ciencia estaba tan hambrienta de fondos que se podría decir que casi cualquier aumento era deseable, pero esto ya no es cierto. Tendremos que revisar nuestros presupuestos científicos con especial cuidado para [mantener] una tasa de crecimiento saludable en una base amplia y no ver nuestros esfuerzos desviados a canales no rentables ".
El nombramiento del presidente John F. Kennedy de Seaborg como presidente de la Comisión de Energía Atómica en 1961, colocó a un científico respetado en un importante puesto del gobierno donde podría influir en la política científica durante los próximos 11 años. En un discurso en la Universidad de Rice en 1962, el presidente Kennedy intensificó el compromiso estadounidense con el programa espacial al identificar un objetivo importante en la carrera espacial: llegar a la luna. La financiación federal para la investigación pura y aplicada alcanzó niveles sin precedentes a medida que la era de la Gran Ciencia continuó durante la Guerra Fría, en gran parte debido a los deseos de ganar la carrera armamentista y la carrera espacial, pero también debido a los deseos estadounidenses de avanzar en la medicina.

### Recortes de fondos estatales
Comenzando con la primera crisis del petróleo, una crisis económica golpeó al mundo occidental que dificultó a los estados mantener su financiamiento acrítico de investigación y enseñanza. En el Reino Unido, el Comité de Subvenciones Universitarias comenzó a reducir su subvención global en bloque para ciertas universidades a partir de 1974. Esto se vio agravado por el acceso al poder del gobierno de Thatcher en 1979, que prometió una reducción radical del gasto público. Entre 1979 y 1981, más recortes en la subvención en bloque amenazaron a las universidades y se convirtieron en oportunidades aprovechadas por ciertos actores (jefes de departamentos, vicerrectores, etc.) para la reorganización radical y la reorientación de la investigación de la universidad. En 1970, en los Estados Unidos, la Ley de Autorización Militar prohibió al DOD apoyar la investigación a menos que tuviera "una relación directa o aparente con una función militar específica". Esto redujo la capacidad del gobierno para financiar la investigación básica.

### Selectividad
Para administrar los recursos severamente agotados de una manera (teóricamente) transparente, se desarrollaron varios mecanismos de selectividad durante los años ochenta y noventa. En el Reino Unido, los recortes de fondos de 1984-1986 fueron acompañados por una evaluación de la calidad de la investigación. Esto se hizo mediante la estimación de los ingresos de investigación externos (de los Consejos de Investigación y las empresas privadas), así como el "prejuicio informado" por parte de los expertos en la UGC. Este se convirtió en el primer ejercicio de evaluación de investigación, que pronto será seguido por muchos otros.
En Francia, la selectividad se ejerce por diversos medios. El CNRS evalúa regularmente sus unidades e investigadores. Por esta razón, durante las décadas de 1980 y 1990, el gobierno ha intentado privilegiar la financiación de investigadores con afiliación al CNRS. Con la creación de un sistema de contrato finalizado en 1989, toda la investigación se sometió a la aprobación de la universidad para su inclusión en el contrato aprobado con el Ministerio de Educación. Esto permitió a las universidades seleccionar y privilegiar la investigación y los investigadores que consideraban mejores que otros (generalmente aquellos asociados al CNRS u otros grandes cuerpos de investigación ).
Los críticos de los sistemas de selectividad denuncian sus sesgos inherentes. Muchos sistemas de selectividad, como el RAE, estiman la calidad de la investigación por sus ingresos (especialmente los ingresos privados) y, por lo tanto, favorecen disciplinas costosas a expensas de las baratas (ver efecto Matthew ). También favorecen una mayor investigación aplicada (susceptible de atraer financiación empresarial) a expensas de una ciencia más fundamental. Estos sistemas (así como otros como la bibliometría ) también están abiertos al abuso y la reparación.

## SigloXXI
El siglo XXI inició el desafío de Políticas científicas consensuadas entre bloques regionales. Tal es el caso de la Unión Europea, que gestiona la financiación de investigación a través de Programas Marco de Investigación y Desarrollo Tecnológico.